# ناساساك
ناساساك (بالجرينلاندية: Nasaasaaq، بالدنماركية: Kællingehætten)، أحد مرتفعات مدينة سيسيميوت بجرينلاند. يبلغ ارتفاع أعلى قمة به 784 متراً.